# Secrétaire d'État à l'Inde
Le secrétaire d'État à l'Inde (anglais : Secretary of State for India) est, au sein du gouvernement du Royaume-Uni, le ministre chargé du bureau de l'Inde et responsable du gouvernement du Raj britannique, de la Birmanie britannique et de l'Aden lorsque ces territoires font partie de l'empire britannique.
Le portefeuille a été créé en 1858, lorsqu'il est mis fin à la domination de la Compagnie des Indes orientales et que son pouvoir est transféré à la Couronne britannique. 
En 1937, le bureau de l'Inde est réorganisé avec la création d'un bureau de la Birmanie, chargé des affaires de la Birmanie et d'Aden, sous la direction d'un secrétaire d'État à l'Inde et la Birmanie. 
Le secrétaire d'État à l'Inde et le bureau de l'Inde sont abolis en 1947, lorsque l'Inde et le Pakistan deviennent indépendants. La Birmanie accède à l'indépendance séparément, en 1948.

## Liste

### Secrétaire d'État à l'Inde (1858-1937)
Avant la création du Raj britannique, le 2 août 1858, Edward Stanley est président de la commission de contrôle.
| Nom | Nom                                 | Portrait      | Mandat           | Mandat            | Parti politique | Premier ministre | Premier ministre                                                                               |
| --- | ----------------------------------- | ------------- | ---------------- | ----------------- | --------------- | ---------------- | ---------------------------------------------------------------------------------------------- |
|     | Edward Stanley                      |               | 2 août 1858      | 11 juin 1859      | Conservateur    |                  | Edward Smith-Stanley                                                                           |
|     | Charles Wood                        |               | 18 juin 1859     | 16 février 1866   | Libéral         |                  | Henry John Temple John Russell                                                                 |
|     | George Robinson                     |               | 16 février 1866  | 26 juin 1866      | Libéral         |                  | Henry John Temple John Russell                                                                 |
|     | Marquis de Salisbury                |               | 6 juillet 1866   | 8 mars 1867       | Conservateur    |                  | Edward Smith-Stanley Benjamin Disraeli                                                         |
|     | Stafford Northcote                  |               | 8 mars 1867      | 1er décembre 1868 | Conservateur    |                  | Edward Smith-Stanley Benjamin Disraeli                                                         |
|     | George Campbell                     |               | 9 décembre 1868  | 17 février 1874   | Libéral         |                  | William Ewart Gladstone                                                                        |
|     | Robert Arthur Talbot Gascoyne-Cecil |               | 21 février 1874  | 2 avril 1878      | Conservateur    |                  | Benjamin Disraeli                                                                              |
|     | Gathorne Gathorne-Hardy             |               | 2 avril 1878     | 21 avril 1880     | Conservateur    |                  | Benjamin Disraeli                                                                              |
|     | Spencer Cavendish                   |               | 28 avril 1880    | 16 décembre 1882  | Libéral         |                  | William Ewart Gladstone                                                                        |
|     | John Wodehouse                      |               | 16 décembre 1882 | 9 juin 1885       | Libéral         |                  | William Ewart Gladstone                                                                        |
|     | Lord Randolph Churchill             |               | 24 juin 1885     | 28 janvier 1886   | Conservateur    |                  | Robert Arthur Talbot Gascoyne-Cecil                                                            |
|     | John Wodehouse                      |               | 6 février 1886   | 20 juillet 1886   | Libéral         |                  | William Ewart Gladstone                                                                        |
|     | R. A. Cross                         |               | 3 août 1886      | 11 août 1892      | Conservateur    |                  | Robert Arthur Talbot Gascoyne-Cecil                                                            |
|     | John Wodehouse                      |               | 18 août 1892     | 10 mars 1894      | Libéral         |                  | William Ewart Gladstone                                                                        |
|     | Henry Fowler                        |               | 10 mars 1894     | 21 juin 1895      | Libéral         |                  | Archibald Primrose                                                                             |
|     | Lord George Hamilton                |               | 4 juillet 1895   | 9 octobre 1903    | Conservateur    |                  | Robert Arthur Talbot Gascoyne-Cecil (Coalition unioniste) Arthur Balfour (Coalition unioniste) |
|     | John Brodrick                       |               | 9 octobre 1903   | 4 décembre 1905   | Conservateur    |                  | Robert Arthur Talbot Gascoyne-Cecil (Coalition unioniste) Arthur Balfour (Coalition unioniste) |
|     | John Morley                         |               | 10 décembre 1905 | 3 novembre 1910   | Libéral         |                  | Henry Campbell-Bannerman                                                                       |
|     | John Morley                         | H. H. Asquith | 10 décembre 1905 | 3 novembre 1910   | Libéral         |                  |                                                                                                |
|     | Robert Crewe-Milnes                 |               | 3 novembre 1910  | 7 mars 1911       | Libéral         |                  |                                                                                                |
|     | John Morley                         |               | 7 mars 1911      | 25 mai 1911       | Libéral         |                  |                                                                                                |
|     | Robert Crewe-Milnes                 |               | 25 mai 1911      | 25 mai 1915       | Libéral         |                  |                                                                                                |
|     | Austen Chamberlain                  |               | 25 mai 1915      | 17 juillet 1917   | Conservateur    |                  | H. H. Asquith (Coalition) David Lloyd George (Coalition)                                       |
|     | Edwin Samuel Montagu                |               | 17 juillet 1917  | 19 mars 1922      | Libéral         |                  | H. H. Asquith (Coalition) David Lloyd George (Coalition)                                       |
|     | Vicomte Peel                        |               | 19 mars 1922     | 22 janvier 1924   | Conservateur    |                  | Bonar Law Stanley Baldwin                                                                      |
|     | Sydney Olivier                      |               | 22 janvier 1924  | 3 novembre 1924   | Travailliste    |                  | Ramsay MacDonald                                                                               |
|     | F.E. Smith                          |               | 6 novembre 1924  | 18 octobre 1928   | Conservateur    |                  | Stanley Baldwin                                                                                |
|     | William Peel                        |               | 18 octobre 1928  | 4 juin 1929       | Conservateur    |                  | Stanley Baldwin                                                                                |
|     | William Wedgwood Benn               |               | 7 juin 1929      | 24 août 1931      | Travailliste    |                  | Ramsay MacDonald                                                                               |
|     | Samuel Hoare                        |               | 25 août 1931     | 7 juin 1935       | Conservateur    |                  | Ramsay MacDonald (1er et 2e gouvernement national)                                             |
|     | Lawrence Dundas                     |               | 7 juin 1935      | 28 mai 1937       | Conservateur    |                  | Stanley Baldwin (3e gouvernement national)                                                     |

### Secrétaires d'État à l'Inde et à la Birmanie (1937-1947)
| Nom | Nom                        | Portrait | Mandat        | Mandat          | Parti politique | Premier ministre | Premier ministre                                                  |
| --- | -------------------------- | -------- | ------------- | --------------- | --------------- | ---------------- | ----------------------------------------------------------------- |
|     | Lawrence Dundas            |          | 28 mai 1937   | 13 mai 1940     | Conservateur    |                  | Neville Chamberlain (4e gouvernement national; Cabinet de guerre) |
|     | Leo Amery                  |          | 13 mai 1940   | 26 juillet 1945 | Conservateur    |                  | Winston Churchill (Cabinet de guerre Gouvernement intérimaire)    |
|     | Frederick Pethick-Lawrence |          | 3 août 1945   | 17 avril 1947   | Travailliste    |                  | Clement Attlee                                                    |
|     | William Hare               |          | 17 avril 1947 | 14 août 1947    | Travailliste    |                  | Clement Attlee                                                    |

### Secrétaires d'État à la Birmanie (1947-1948)
| Nom | Nom          | Portrait | Mandat       | Mandat         | Parti politique | Premier ministre | Premier ministre |
| --- | ------------ | -------- | ------------ | -------------- | --------------- | ---------------- | ---------------- |
|     | William Hare |          | 14 août 1947 | 4 janvier 1948 | Travailliste    |                  | Clement Attlee   |